# Saida Gunba
Saida Gunba gruz. საიდა•გუმბა, ros. Саида Гунба (ur. 30 sierpnia 1959 w Suchumi, zm. 24 listopada 2018 w Picundzie) – radziecka lekkoatletka specjalizująca się w rzucie oszczepem.
Wicemistrzyni olimpijska z Moskwy (1980). Uzyskała wówczas rezultat 67,76 m. Rekord życiowy – 68,28 m – ustanowiła 5 lipca 1980, wynik ten był przez 6 dni rekordem kraju.
Dwukrotna mistrzyni Związku Radzieckiego (1978 i 1979). Reprezentantka kraju w zawodach pucharu Europy.